# Zagozd (Polska)
Zagozd (niem. Neu Schönwalde) – wieś sołecka w Polsce położona w województwie zachodniopomorskim, w powiecie drawskim, w gminie Drawsko Pomorskie. W latach 1975–1998 miejscowość administracyjnie należała do województwa koszalińskiego. W roku 2007 wieś liczyła 263 mieszkańców.
W skład sołectwa Zagozd wchodzą wsie: Cianowo, Gajewko, Gajewo oraz Zagozd.

## Geografia
Wieś leży ok. 5,5 km na północny zachód od Drawska Pomorskiego, ok. 500 m na północny wschód od drogi wojewódzkiej nr 148, nad jeziorem Dołgie Małe. Od strony Drawska Pomorskiego miała przebiegać autostrada Berlin - Królewiec, Berlinka.